# Herbert Schüler
Herbert Schüler (* 28. September 1908 in Dresden; † 24. November 1975 in Bremen) war ein Politiker aus Bremen (SPD) und er war Mitglied der Bremischen Bürgerschaft.

## Biografie
Schüler war als kaufmännischer Angestellter in Bremen tätig.

### Politik
Schüler war Mitglied der SPD und im SPD-Ortsverein Vahr in Bremen aktiv.
Von 1946 bis 1967 war er 21 Jahre lang Mitglied der Bremischen Bürgerschaft und in verschiedene Deputationen und Ausschüssen der Bürgerschaft tätig. Er war gerade in der wichtigen Aufbauzeit der Neuen Vahr in der Bürgerschaft tätig.